# Mamin Sanyang
Mamin Sanyang, né le 6 février 2003 à Brikama, est un footballeur gambien. Il joue au poste d'ailier au GKS Tychy.

## Carrière

### En club
Né à Brikama en Gambie, sa famille s'expatrie en Allemagne en 2013. En 2015, il rejoint l'académie du FC Heidenheim. Après 3 saisons, il intégere l'académie du TSG Hoffenheim.
En juin 2020, Il signe au Bayern Munich à 17 ans pour trois saisons. Le 16 juillet 2022, il fait ses débuts avec le Bayern Munich II contre le VfB Eichstätt.

### En sélection
Le 6 septembre 2021, il joue son unique match avec l'Allemagne des moins de 19 ans contre l'Angleterre.
En février 2023, il est convoqué en Gambie des moins de 20 ans il fait le choix de jouer pour la Gambie au détriment de l’Allemagne pour la Coupe d'Afrique des nations junior. Son équipe a atteint la finale avant de s'incliner contre le Sénégal.

## Palmarès
| Gambie -20 ans - CAN junior - Finaliste en 2023 |